# منطقة إرلنغن - هوششتادت
مِنْطَقَة إرلِنغَنِّ - هُوششَتَادت (بالأَلمانِيَّة: Landkreis Erlangen-Höchstadt) هي دائِرَة أَلمانِيَّة تَّابعة لمُحافظة فرانكُونيا الوُسطَى في وِلاَية باڤارِيا في جُمهُوريَّة أَلمَانيَا الاِتّحاديّة. وتضُمّ مِنطقَة إرلِنغَنِّ - هُوششَتَادت ثلَاثُ مُدُن، وسبعةٌ أَسواق، وأَربعةُ اِتِّحادات إِدارِيَّة، وخمس عشرة بلدَة، وعشرُ بلداتٍ حُرَّة بمِساحة تُقَدَّر بحوالَي 565 كم².

## صُور

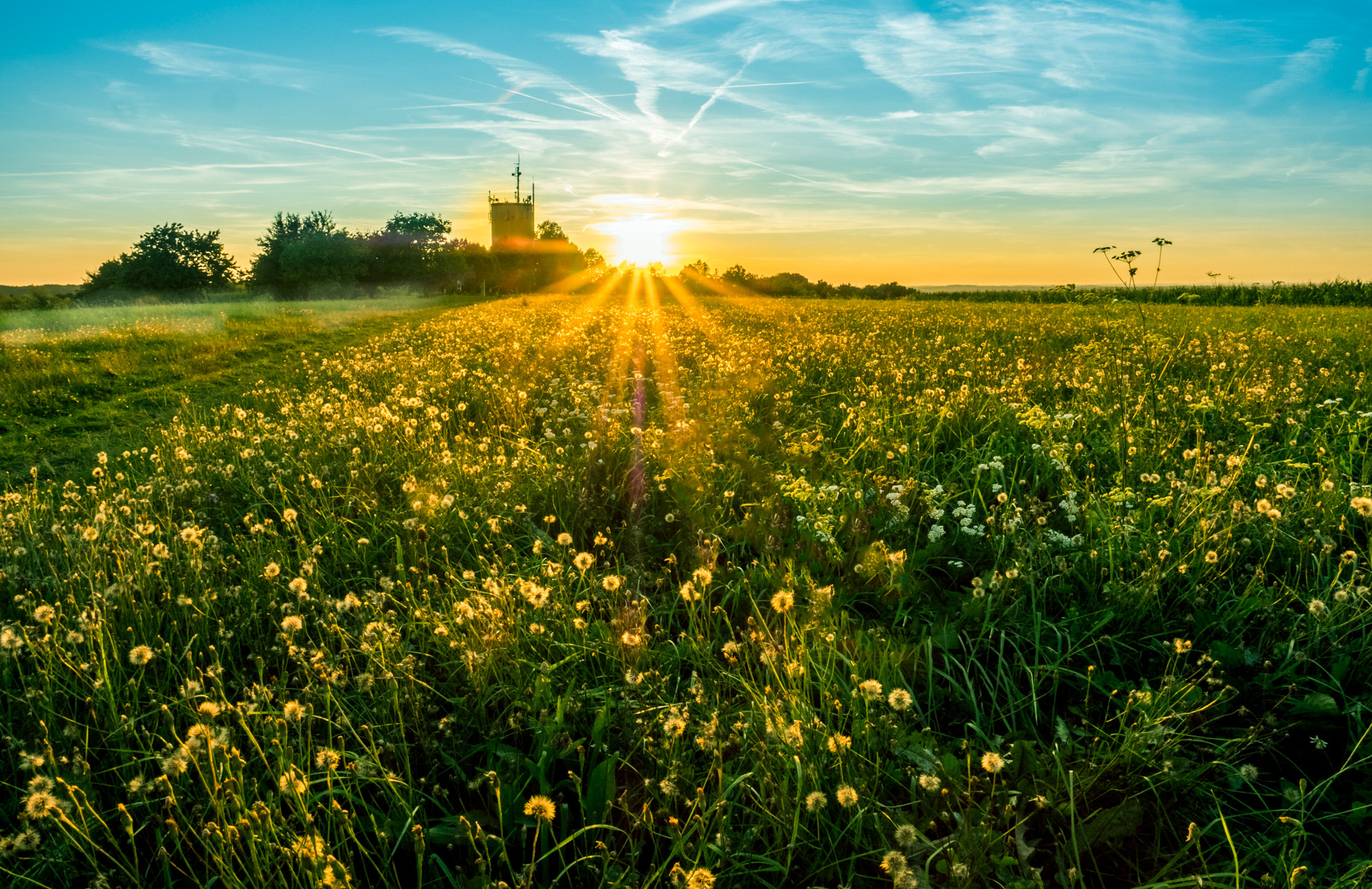
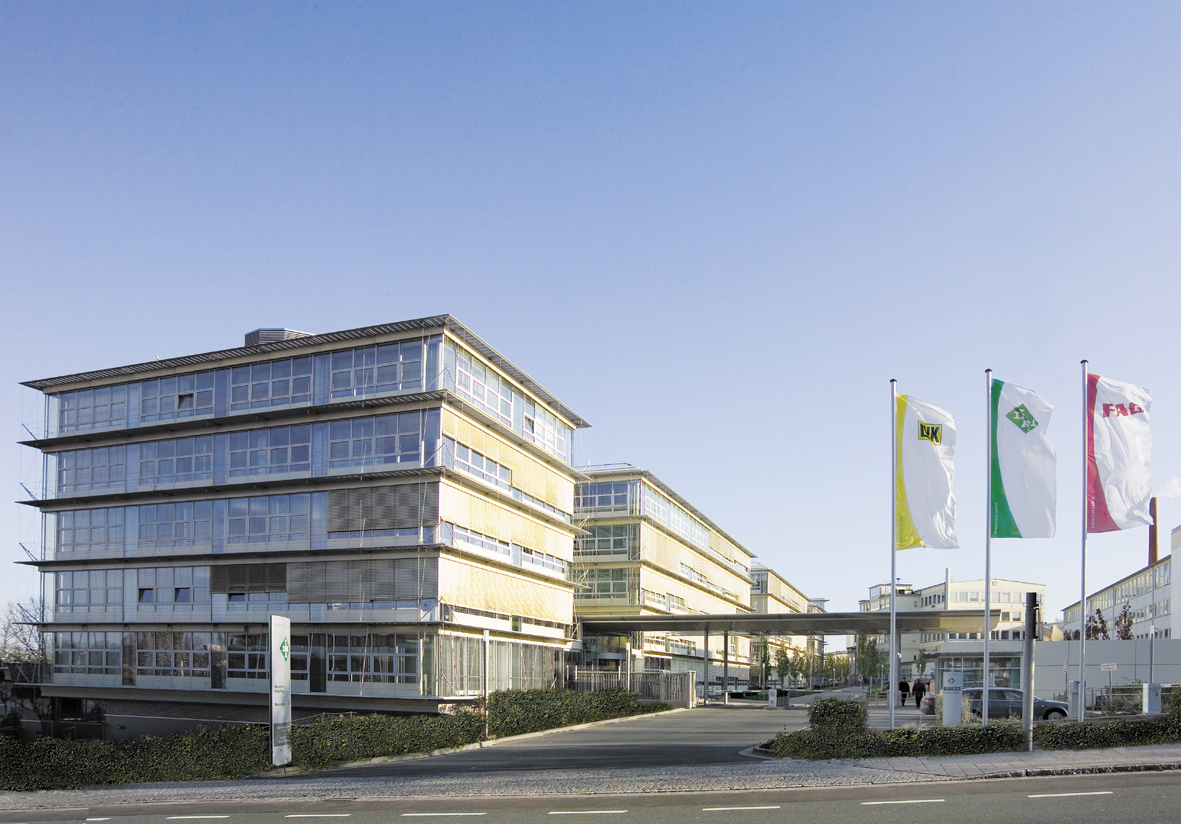
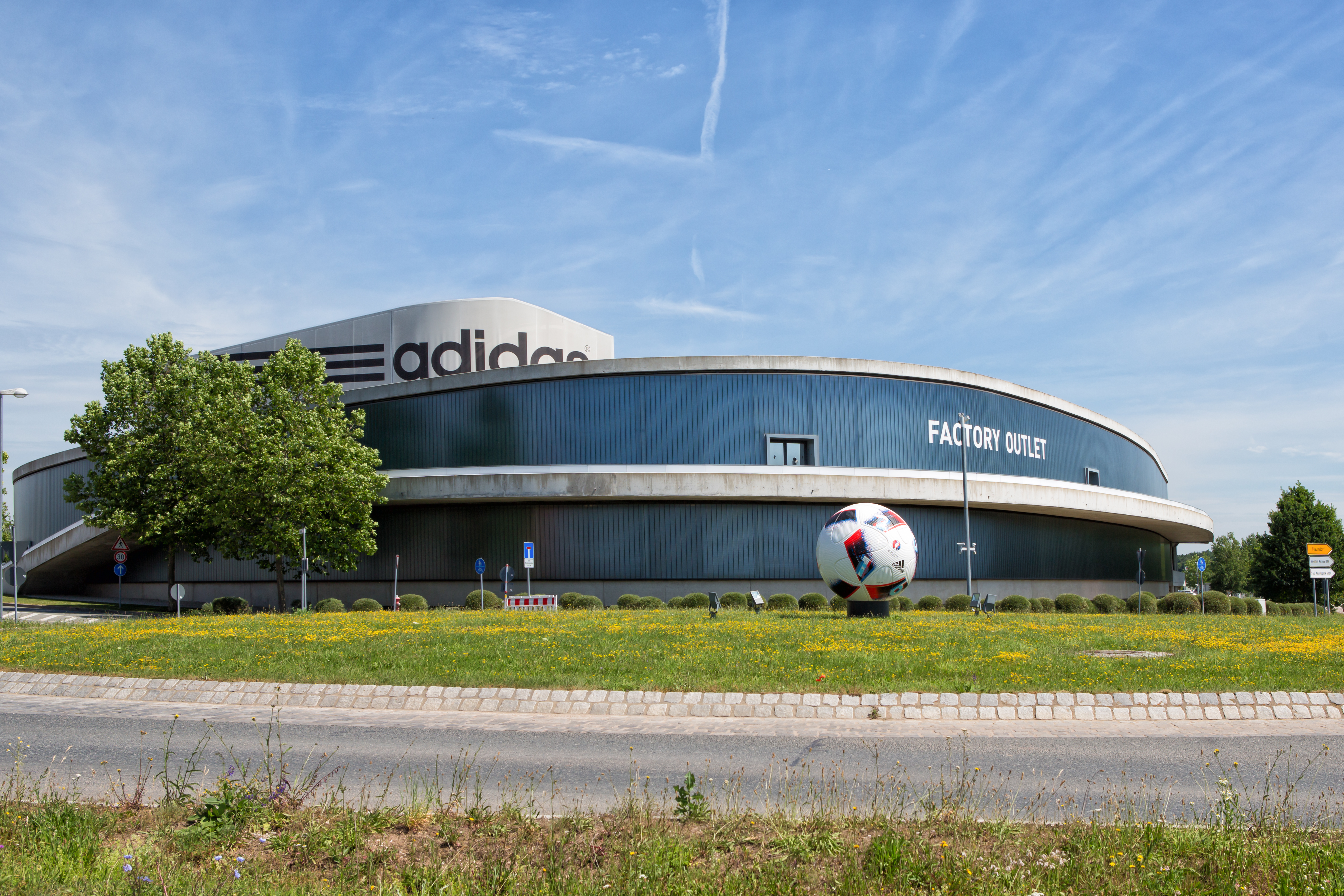
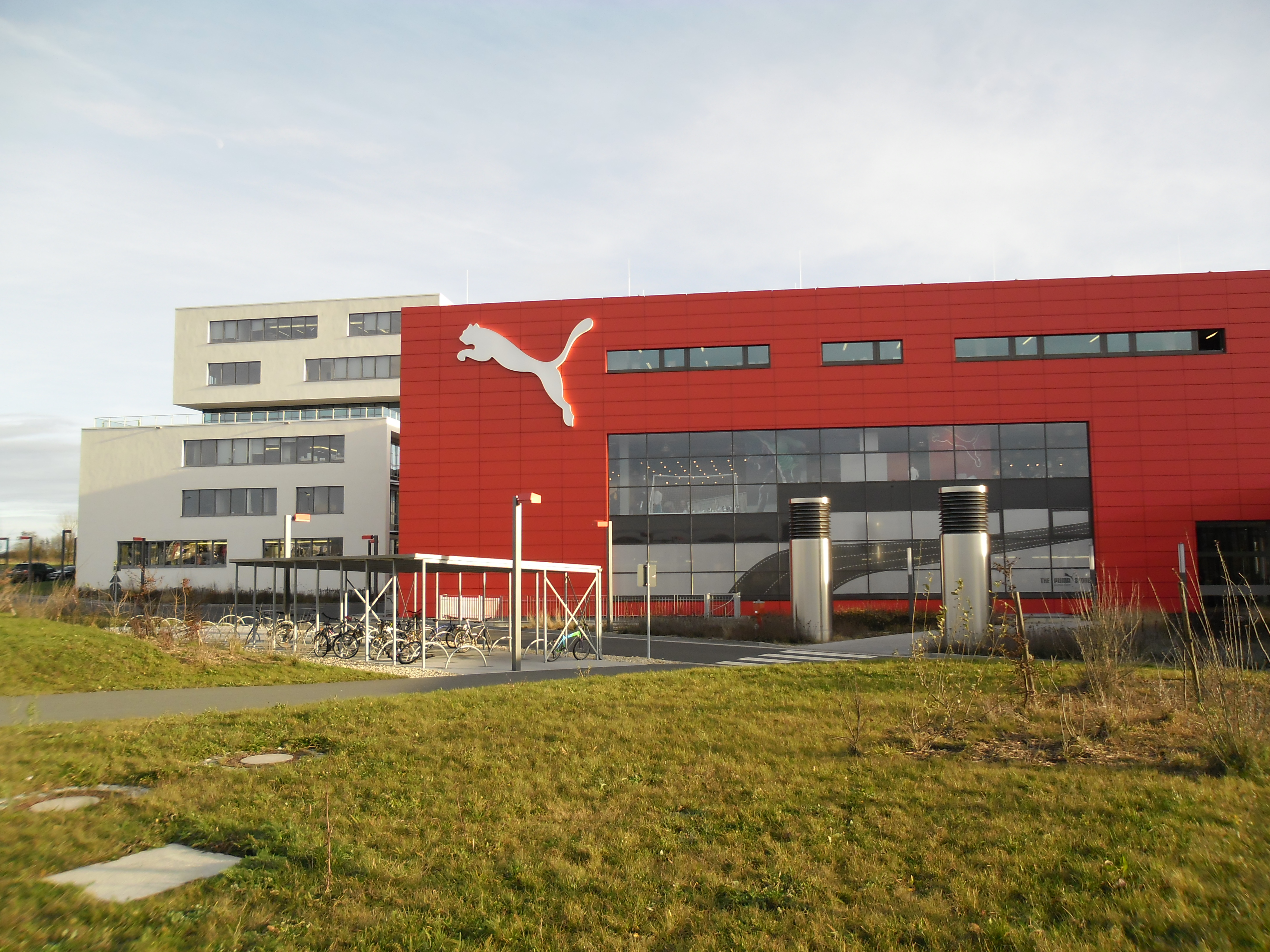

## التّقسِيمات الإِدارِيّة
تضُمّ مِنطقَة إرلِنغَنِّ - هُوششَتَادت ثلَاثُ مُدُن، وسبعةٌ أَسواق، وأَربعةُ اِتِّحادات إِدارِيَّة، وخمس عشرة بلدَة، وعشرُ بلدات فِي المجَال الإِدارِيِّ الحُرَّ بمِساحة تُقَدَّر بحوالَي 565 كم². وهي كالتَّالي:

### المُدُن
| اِسم المدِينة        | ٱلِٱسم بالأَلمانِيَّة     | عَدد السُكَّان | المِساحَة (كم²) |
| ------------------ | -------------------- | ---------- | ------------- |
| مدِينة بَايِرِسدُورف    | Stadt Baiersdorf     | 7٬728      | 11            |
| مدِينة هِرتسُوغنٌآُورَآخ | Stadt Herzogenaurach | 23٬098     | 48            |
| مدِينة هُوششَتَادت     | Stadt Höchstadt      | 13٬423     | 71            |

### الأَسوَاق
| اِسم السُّوق             | ٱلِٱسم بالأَلمانِيَّة        | عَدد السُكَّان | المِساحَة (كم²) |
| --------------------- | ----------------------- | ---------- | ------------- |
| سُوق إِكِنٌتَآل            | Markt Eckental          | 14٬328     | 30            |
| سُوق هِيرُولدسبِيرغٌ       | Markt Heroldsberg       | 8٬470      | 11            |
| سُوق لُونَِرشتَادت         | Markt Lonnerstadt       | 2٬013      | 23            |
| سُوق مُولهَآوزِنٌّ          | Markt Mühlhausen        | 1٬713      | 17            |
| سُوق ڤِيستنٌ بِيرغس غرُويت | Markt Vestenbergsgreuth | 1٬515      | 32            |
| سُوق ڤَآخِنرُوت           | Markt Wachenroth        | 2٬191      | 23            |
| سُوق ڤَآيزِنٌدُورف         | Markt Weisendorf        | 6٬493      | 37            |

### البلدَات
| اِسم البلدَة        | ٱلِٱسم بالأَلمانِيَّة         | عَدد السُكَّان | المِساحَة (كم²) |
| ----------------- | ------------------------ | ---------- | ------------- |
| بَلْدَة أَدلِسدُورف     | Gemeinde Adelsdorf       | 7٬936      | 32            |
| بَلْدَة آُورَآَختَآل     | Gemeinde Aurachtal       | 3٬069      | 18            |
| بَلْدَة بُوبِنٌرُوِيتِ     | Gemeinde Bubenreuth      | 4٬670      | 4             |
| بَلْدَة بُوكِنٌهُوف      | Gemeinde Buckenhof       | 3٬087      | 1             |
| بَلْدَة جرِمسدُورف     | Gemeinde Gremsdorf       | 1٬617      | 13            |
| بَلْدَة غرُوسِنٌّزيهبَآَخ  | Gemeinde Großenseebach   | 2٬440      | 7             |
| بَلْدَة هِمهُوفنٌ       | Gemeinde Hemhofen        | 5٬298      | 7             |
| بَلْدَة هِسِّدُورف       | Gemeinde Heßdorf         | 3٬508      | 25            |
| بَلْدَة كَآلِشرُوِيتِ     | Gemeinde Kalchreuth      | 2٬964      | 11            |
| بَلْدَة مَارلُوفّشتَآين  | Gemeinde Marloffstein    | 1٬556      | 7             |
| بَلْدَة مُوغِندُورف     | Gemeinde Möhrendorf      | 4٬879      | 13            |
| بَلْدَة أُوبِرغَآيشنٌبَآَخ | Gemeinde Oberreichenbach | 1٬302      | 5             |
| بَلْدَة غُوتِّنٌبَآَخ      | Gemeinde Röttenbach      | 4٬726      | 8             |
| بَلْدَة شبَاردُورف     | Gemeinde Spardorf        | 2٬227      | 3             |
| بَلْدَة اُوتِنٌرُوِيتِ     | Gemeinde Uttenreuth      | 5٬083      | 5             |

### الاِتِّحادات الإِدارِيَّة
| اِسم الاِتِّحاد الإِدارِي | ٱلِٱسم بالأَلمانِيَّة                   | عَدد السُكَّان | المِساحَة (كم²) |
| ------------------- | ---------------------------------- | ---------- | ------------- |
| اِتِّحاد آُورآَختَآل      | Verwaltungsgemeinschaft Aurachtal  | 4٬371      | 23            |
| اِتِّحاد هِيسّدُورف       | Verwaltungsgemeinschaft Heßdorf    | 5٬834      | 32            |
| اِتِّحاد هُوششَتَادت      | Verwaltungsgemeinschaft Höchstadt  | 6٬733      | 84            |
| اِتِّحاد اُوتِنٌرُوِيتِ      | Verwaltungsgemeinschaft Uttenreuth | 11٬584     | 17            |

### البلدَات الحُرَّة
| اِسم البلدَة            | ٱلِٱسم بالأَلمانِيَّة                   | المِساحَة (كم²) |
| --------------------- | ---------------------------------- | ------------- |
| بَلْدَة بِيركآخ           | Gemeindefreies Birkach             | 3             |
| بَلْدَة بُوكِنٌهُوفِر فُورِست   | Gemeindefreies Buckenhofer Forst   | 9             |
| بَلْدَة دُورمِيتزِر فُورِست   | Gemeindefreies Dormitzer Forst     | 10            |
| بَلْدَة إِرلِنٌشِتِيغنِر فُورِست | Gemeindefreies Erlenstegener Forst | 12            |
| بَلْدَة فُورِست تِينِينٌلُوه   | Gemeindefreies Forst Tennenlohe    | 11            |
| بَلْدَة غِشَايِدَات          | Gemeindefreies Geschaidt           | 8             |
| بَلْدَة كَآلِشرُوِيتِر فُورِست  | Gemeindefreies Kalchreuther Forst  | 6             |
| بَلْدَة كرَافتسهُوفِر فُورِست | Gemeindefreies Kraftshofer Forst   | 12            |
| بَلْدَة مَارك             | Gemeindefreies Mark                | 21            |
| بَلْدَة نُوِنٌهُوفِر فُورِست    | Gemeindefreies Neunhofer Forst     | 10            |

## وصلات خارجية
- الصّفحة الرّسميّة لمِنطَقَة إرلِنغَنِّ - هُوششَتَادت (بالألمانية)